# 10 (szám)
A 10 (tíz) (római számmal: X) a 9 és 11 között található természetes szám.

## A matematikában
A tízes számrendszerbeli 10-es a kettes számrendszerben 1010, a nyolcas számrendszerben 12, a tizenhatos számrendszerben A alakban írható fel.
A 10 páros szám, összetett szám, diszkrét félprím (2×5). Kanonikus alakban a 21 · 51 szorzattal, normálalakban az 1 · 101 szorzattal írható fel. Négy osztója van a természetes számok halmazán, ezek növekvő sorrendben: 1, 2, 5 és 10.
A tízes (decimális vagy dekadikus) számrendszer alapszáma.
Egyetlen szám osztóösszege, méghozzá a 14-é.
Félmeandrikus szám.
A 10 az első három prímszám összege (2+3+5), az első négy pozitív egész összege (1+2+3+4), a két első páratlan négyzetszám összege (1+9) és az első négy faktoriális (0! + 1! + 2! + 3!) összege. A 10 a nyolcadik Perrin-szám.
A tíz háromszögszám, középpontos háromszögszám, középpontos kilencszögszám és tetraéderszám. A tízoldalú sokszög neve tízszög, a tízszög alakú figurális számokat (a 10-wt is beleértve) tízszögszámoknak nevezik. Mivel a 10 előáll kettőhatvány (21) és Fermat-prímek (5) szorzataként, a szabályos tízszög szerkeszthető sokszög.
Tíz a megoldás az n-királynő problémára, ha n = 5.
Tíz a legkisebb szám, aminek nem ismert a barátiszám-státusza.

### A tízes érték jelölése különböző számrendszerekben
| Radix | Számrendszer  | Jelölés    |
| ----- | ------------- | ---------- |
| 1     | unáris        | ********** |
| 2     | bináris       | 10102      |
| 3     | ternáris      | 1013       |
| 4     | kvaternáris   | 224        |
| 5     | kvináris      | 205        |
| 6     | szenáris      | 146        |
| 7     | szeptenáris   | 137        |
| 8     | oktális       | 128        |
| 9     | novenáris     | 119        |
| 10    | decimális     | 10         |
| 12    | dozenális     | X12        |
| 16    | hexadecimális | A16        |

Megjegyzések:
- A számok melletti alsó index elhagyható, az a számrendszert jelöli a félreértések elkerülése érdekében.
- A tízesnél nagyobb számrendszerekben a tízes számot általában az "A"-val, vagyis az ABC első betűjével jelölik.

## A kémiában
- A periódusos rendszer 10. eleme a neon.

## Tíztagú csoportok
- Tízek Tanácsa a középkori Velencei Köztársaság legnagyobb hatalommal rendelkező intézménye
- A Tízek Társasága fiatal írók csoportja volt Pesten az 1840-es évek második felében
- A hollywoodi tizek a Joseph McCarthy nevével fémjelzett időszakban bebörtönzött és foglalkoztatási tilalommal sújtott (feketelistára tett) írók, filmrendezők csoportja.
- Kisgazda tizek – az FKGP parlamenti frakciójának kettészakadása után 1992. február 24-én a kormánykoalíciót Torgyán József vezetésével elhagyó FKGP-képviselők csoportja

## A művészetben
- Agatha Christie: Tíz kicsi néger
- Tíz-sorosok mestere Weöres Sándor által feltételezett 15. századi versszerző.
- Kovács Kati Tíz című album

## A vallásban
- Tízparancsolat
- A tíz csapás, mely Egyiptomot sújtotta Mózes második könyve szerint

## A sportban
- A labdarúgásban alapesetben tíz mezőnyjátékos tartózkodik a pályán.
- A labdarúgásban a 10-es mezszámot a csatárként mindig a legjobbak hordták és hordják (Puskás Ferenc, Maradona, Pelé, Zidane).

## Egyéb jelentései
- Egy átlagos embernek ennyi ujja van a két kezén vagy a két lábán.
- A püthagoreusok az egyik legszentebb számnak tartották.

## 10-es számjelek

10-es rovásjel
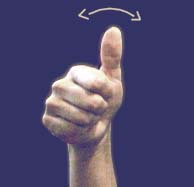
A tízes szám a Kanadában használatos QSL (ISO 639) jelnyelven.